# Herschel Mayall
Herschel Mayall (Bowling Green, 12 luglio 1863 – Detroit, 10 giugno 1941) è stato un attore statunitense del muto. Nella sua carriera cinematografica, iniziata nei primi anni dieci, girò oltre un centinaio di film.

## Filmografia
- Under Two Flags, regia di George Nichols - cortometraggio (1912)
- The Convict's Return - cortometraggio (1912)
- What the Bell Tolled - cortometraggio (1912)
- When Lee Surrenders, regia di Thomas H. Ince - cortometraggio (1912)
- The Dead Pay, regia di Francis Ford - cortometraggio (1912)
- The Great Sacrifice, regia di Raymond B. West - cortometraggio (1913)
- The Battle of Gettysburg, regia di Charles Giblyn, Thomas H. Ince (1913)
- From Out the Storm, regia di Burton L. King - cortometraggio (1913)
- The Claim Jumper, regia di Burton L. King - cortometraggio (1913)
- Days of '49, regia di Thomas H. Ince - cortometraggio (1913)
- The Informer, regia di Raymond B. West - cortometraggio (1914)
- Divorce, regia di Raymond B. West - cortometraggio (1914)
- The Mystery Lady, regia di Charles Giblyn - cortometraggio (1914)
- The Silent Messenger, regia di Charles Giblyn - cortometraggio (1914)
- In the Days of the Padres, regia di Walter Edwards - cortometraggio (1914)
- Shorty's Sacrifice, regia di Scott Sidney - cortometraggio (1914)
- Love vs Duty, regia di Walter Edwards - cortometraggio (1914)
- The Card Sharps, regia di  Scott Sidney - cortometraggio (1914)
- The Wharf Rats, regia di Scott Sidney - cortometraggio (1914)
- The Wrath of the Gods, regia di Reginald Barker (1914)
- From Out of the Dregs, regia di Scott Sidney - cortometraggio (1914)
- The Voice at the Telephone, regia di Charles Giblyn (1914)
- Star of the North, regia di Jay Hunt - cortometraggio (1914)
- The Sheriff of Bisbee, regia di Jay Hunt - cortometraggio (1914)
- Jim Regan's Last Raid, regia di Richard Stanton - cortometraggio (1914)
- The Sheriff's Sister, regia di Richard Stanton - cortometraggio (1914)
- The Bargain, regia di Reginald Barker (1914)
- A Modern Noble, regia di Jay Hunt - cortometraggio (1915)
- Il bandito della miniera d'oro (The Aryan), regia di Reginald Barker, William S. Hart, Clifford Smith (1916)
- Il marchese d'Evremonde (A Tale of Two Cities), regia di Frank Lloyd (1917)
- High Finance, regia di Otis Turner (1917)
- Some Boy, regia di Otis Turner (1917)
- Cleopatra, regia di J. Gordon Edwards (1917)
- Rosa di sangue (The Rose of Blood), regia di J. Gordon Edwards (1917)
- The Babes in the Woods, regia di Chester M. Franklin, Sidney Franklin (1917)
- Treasure Island, regia di Chester M. Franklin, Sidney Franklin (1917)
- Wedlock, regia di Wallace Worsley (1918)
- Drag Harlan, regia di J. Gordon Edwards (1920)
- Kismet, regia di Louis J. Gasnier (1920)
- The Scuttlers, regia di J. Gordon Edwards (1920)
- La regina di Saba (The Queen of Sheba), regia di J. Gordon Edwards (1921)
- Straight from the Shoulder, regia di Bernard Durning (1921)
- To a Finish, regia di Bernard J. Durning (1921)
- Smiles Are Trumps, regia di George Marshall (1922)
- Oath-Bound, regia di Bernard J. Durning (1922)
- Calvert's Valley, regia di John Francis Dillon (1922)
- Thirty Days, regia di James Cruze (1922)